# أنا مش سامعك (مسرحية)
أنا مش سامعك (بالعربية: أنا لا أسمعك) هي مسرحية أبطالها صم عرضت في أول إحياء لأسبوع الأصم العربي في مصر، ووافق أسبوع الأصم العربي الثامن والثلاثين في مسرح البالون بحي العجوزة بالجيزة. نظمت الاحتفالية المؤسسة المصرية لحقوق الصم بالتعاون مع الاتحاد المصري لجمعيات الشخصيات ذوى الإعاقة.
العرض يتحدث عن مشاكل مجموعة من الأولاد والبنات الصم في مواجهة عالم لا يتحدث لغتهم ولا يفهمهم. أبطال المسرحية هم:
- عمرو سعيد
- إسلام شعبان
- آمال مصطفى
- أحمد عبد النبي
- محمد قطب
- داليا المتولي
- نهى ربيع
- ندى محمد
- عبد الرحمن عاطف

العمل من تأليف وأشعار أيمن النمر، وألحان إيهاب حمدي، وتصميم إضاءة محمد فتحي، وإشراف عام نادية عبد الله ومن إخراج شريف فتحي.